# لوكهيد ساتورن
لوكهيد زحل (بالإنجليزية: Lockheed Saturn)‏ هي طائرة خطوط جوية بمحركين أنتجت في الولايات المتحدة. من صناعة شركة لوكهيد. كان أول طيران لها في يونيو 17, 1946.